# 409

409 foi um ano comum do século V que teve início e terminou a uma sexta-feira, segundo o Calendário Juliano. A sua letra dominical foi C.
| Ano completo                       |
| ---------------------------------- |
| Ano comum com início à sexta-feira |

## Eventos
- Alanos, Vândalos e Suevos entram na Península Ibérica, depois de um acordo com os partidários de Magno Máximo, pretendente rebelde ao título imperial.